# Igor Saavedra Valenzuela
Igor Saavedra (Santiago de Chile, 31 de mayo de 1966 ) es un bajista especialista en la ejecución de Bajo de rango extendido o ERB's, nombre con el que se suele denominar a los bajos de 7 y más cuerdas. Desde el año 1999-2000 ha dedicado por entero su vida musical al bajo de 8 cuerdas en específico.
Músico y bajista latinoamericano con una dilatada trayectoria y experiencia como intérprete y docente tanto en Chile como en Latinoamérica, Europa y EUA.
. Debido a esto en el año 2011 es el primer bajista eléctrico sudamericano en ser considerado oficialmente para unirse a la reducida élite del bajo eléctrico mundial e impartir así una clase magistral instrumental y formar parte de la All-Star Jam en el Bass Player Live «Fuente: For Bass Players Only official website». Archivado desde el original el 4 de noviembre de 2016. Consultado el 3 de noviembre de 2016., considerado el evento cumbre del bajo eléctrico en el mundo organizado cada año por Bass Player Magazine «Fuente: Bass Player Magazine official website». Archivado desde el original el 27 de noviembre de 2011. Consultado el 31 de octubre de 2011.. En esta oportunidad compartió el protagonismo y los escenarios con bajistas como Anthony Jackson, Marcus Miller, Darryl Jones, Abraham Laboriel, Stuart Hamm, Lee Sklar, Verdine White, Bunny Brunel, Hadrien Feraud, Larry Graham, Jack Casady, Jonas Hellborg, Brian Bromberg, Adam Nitti, Pino Palladino, Tal Wilkenfeld, Janek Gwizdala, Tim Lefebvre y Steve Bailey. En ese mismo año, y fruto de todo ese cúmulo de actividades, es portada de una revista europea especializada, la revista española «Bajos y Bajistas.». y luego portada de la publicación norteamericana «For Bass Players Only». Archivado desde el original el 4 de marzo de 2016. Consultado el 23 de septiembre de 2012. en su edición de septiembre, con lo cual quedó incluido en el grupo de entrevistados que Jon Liebman ha ido recopilando desde principios de la década de 1990.

## Biografía
Hijo único de padre Ingeniero y madre Actriz, sin experiencia previa alguna en la música y contando en 1988 ya con 22 años de edad, un día cualquiera asistió a un concierto de Jazz realizado en un gimnasio de la universidad en la que estudiaba.
En esos momentos se encontraba cursando 4.º año de la carrera de Educación Física en la UMCE, y se preparaba concienzudamente en el idioma chino para establecer residencia en China luego del egreso de su carrera, esto para poder continuar su perfeccionamiento en el estudio de las Artes Marciales, pues ya llevaba alrededor de diez años dedicado a la práctica del Kung Fú. 
Este concierto marcó y cambió para siempre su vida, pues provocó que literalmente ese mismo día abandonara sus estudios universitarios y su práctica atlética y de artista marcial para siempre, reflejándose esto con claridad en el hecho que pocas horas con posterioridad a haber presenciado ese determinante concierto adquiriera su primer bajo eléctrico cambiándolo por su bicicleta.
De ahí en adelante emprendió un viaje autodidacta meteórico sin retorno, teniendo la oportunidad de tocar entre los años 1988 y 1994 con  artistas de su natal Chile como Óscar Andrade, Pablo Herrera, De Kiruza, Roberto Lacourt, Los Tres, Rudy Wiedmayer, Roberto Lecaros y muchos más. «Fuente: Artículo sobre Igor Saavedra realizado por www.musicapopular.cl».
En 1995 emigra a EUA para radicarse en la ciudad de Los Ángeles en el estado de California. En este país desarrolló una vasta carrera como intérprete de diversos estilos musicales, centrándose mayormente en el Jazz fusión. Además fue profesor por cuatro años de la cátedra de Bajo eléctrico en el California Music Studio de L.A. En el año 2000 vuelve a radicarse a Chile, creando en ese año el primer sitio web de un bajista en su país y uno de los tres primeros de un bajista profesional en Latinoamérica. «Fuente: Entrevista especial efectuada a Igor Saavedra por www.mus.cl». Archivado desde el original el 5 de marzo de 2016. Consultado el 7 de febrero de 2011.

## Actividades Destacadas
- En 1992 comienza el desarrollo de una innovadora técnica de mano derecha que luego comenzaría a ser conocida en el mundo del bajo eléctrico. Esta técnica pasó por varios nombres hasta denominarse definitivamene VST o "Vectorial Synthesis Technique". La técnica en palabras resumidas consiste en la ejecución de las técnicas que se utilizan sobre el bajo eléctrico con la mayor eficiencia de movimientos posible. Una de los elementos del VST entre muchos otros, es la aplicación en el bajo eléctrico de la técnica de barridos desarrollada ampliamente por el destacado guitarrista australiano de Jazz Fusión Frank Gambale.
En esos años ya había efectuado los primeros prototipos de dos ideas innovadoras que él aportó al mundo del bajo eléctrico. Una es el "Mic Ramp", que es una invento creado a partir del "Willis Ramp", desarrollado a finales de los años 80 por el destacado bajista norteamericano Gary Willis quien ideó una rampa pegada a la madera del cuerpo del bajo ubicada entre el final del Diapasón y los micrófonos, de manera tal que así los dedos tuvieran siempre una superficie uniforme para atacar las cuerdas sin hundirse más allá de la cuenta entre ellas, lo que conlleva beneficios técnicos enormes. El aporte innovativo de Igor Saavedra consistió en agregarle regulación de altura a su Mic Ramp, sin que ésta estuviera pegada a la madera, para que así pudiera ajustarse la distancia de la rampa de las cuerdas y así acomodarse a cualquier circunstancia. Esta regulación consiste en cuatro tornillos colocados desde la parte posterior del cuerpo del instrumento, cada uno regulando cada esquina del Mic Ramp. Pero la gran innovación del Mic Ramp consistió en realidad en que éste llevaba los micrófonos insertos en su interior, de manera tal que el bajista ejecuta su instrumento exactamente sobre la zona que está siendo amplificada.
El otro aporte es una idea muy sencilla llamada "RTA" o Rear Truss rod Access, la idea consiste en habilitar el acceso a la regulación del Truss rod del instrumento, llamado en español "el alma"; desde la parte posterior del clavijero, de manera tal que nunca haya que estar soltando o moviendo las cuerdas de la nuez para poder hacerlo, como también hay que hacerlo con los bajos que tienen la regulación del alma en la parte anterior del cuerpo al final del diapasón. «Fuente: Igor Saavedra Interview with Raúl Amador, 6/01/2009».
- Debido a su dedicado trabajo, desde el año 2006 es considerado para formar parte del personal docente de la Revista española Bajista hasta el cese de la impresión de la misma en el año 2009. En esta revista contribuyó con una gran cantidad de clases en todas las ediciones corridas desde la N°18 a la N°29. Además publicó una vasta cantidad de artículos de interés en las ediciones N°18, N°19, N°24, N°25. También fue incluido en la edición N°24 en una entrevista especial que la revista hizo a tres de los más destacados bajistas de Latinoamérica.
- Es el autor de un proyecto editorial de tres volúmenes para el mundo del bajo eléctrico denominado Técnica Global de Estructuración y Síntesis (TGES), del cual su primer volumen denominado "Rítmica Aplicada al Bajo Eléctrico Vol.1" fue editado en el año 2008 por JC Sáez Editores (ISBN: 978-956-306-023-2).
- En los años 2008 y 2009 es entrevistado en dos oportunidades por la revista británica Bass Guitar Magazine. La primera entrevista en la edición N°35 lo consigna como uno de los más destacados ejecutantes de ERB's (Extended Range Basses) en el mundo, apareciendo en un "Face to Face" a página completa junto al destacado bajista francés Yves Carbonne. La razón de la segunda entrevista en la edición N°45 es que ya es considerado en el mundo como el creador del Mic Ramp y de la VST o Vectorial Synthesis Technique. «Fuente: Bass Guitar Magazine Official website».
- En el año 2009 es el primer bajista latinoamericano en ser entrevistado por la revista Bass Musician Magazine de USA en su edición de Junio/Julio. «Fuente: Igor Saavedra Interview with Raúl Amador, 6/01/2009». Desde ese momento pasa a formar parte del Personal de esta revista junto a otros connotados bajistas de renombre internacional como Gary Willis, Alain Caron, Mike Pope, Yves Carbonne, Ric Fierabracci, Michael Manring, Adam Nitti, y Nathan East. «Fuente: Artículos y Coberturas a Igor Saavedra en Bass Musician Magazine.».
En este mismo año, forma parte del Proyecto B3L junto a los bajistas Guillermo Vadalá (Fito Paéz) y Gerardo Carrillo (Luis Miguel), el cual fue un hito en la historia del Bajo eléctrico latinoamericano. «Fuente:www.emol.com».
Junto con esto en su edición N°65 de abril de 2011 es el único bajista latinoamericano consultado por la revista Inglesa «Bass Guitar Magazine.». junto al bajista Geddy Lee de Rush y Jeff Berlin, entre otros connotados bajistas, para elegir los 65 mejores bajos eléctricos de la Historia.

## Colaboraciones
Algunos músicos con los que Igor Saavedra ha trabajado. (Créditos de estos músicos entre paréntesis)
- «David Garfield».(George Benson, Freddie Hubbard, Cher, Michael Bolton, Manhattan Transfer)

- Bob Sheppard (Chick Corea, Mike Stern y Tribal Tech)

- Danny Gottlieb (Pat Metheny, Mahavishnu Orchestra)

- James Gadson (Quincy Jones, Herbie Hancock, Albert King y BB King)

- Damien Schmitt (Jean Luc Ponty)

- Miucha Buarque (Antonio Carlos Jobim, Joao Gilberto, Vinicius de Moraes, Toquinho)

- Hanz Zermuhlen (Air Supply y Frank Gambale)

- Fareed Haque Quartet (Sting, Garaj Mahal, Paquito D'Rivera y Arturo Sandoval)

- Walfredo Reyes Jr. (Cristina Aguilera, Carlos Santana)

- Tom McMorran (=Tom Scott, The Rippingtons y Robben Ford)

- Ramón Stagnaro (Hossana, Alex Acuña, Alejandro Sanz, Abraham laboriel)

- Jim Paxson (Robben Ford, Stanley Clarke, Alanis Morisette)

- Óscar Giunta (Luis Salinas, Javier Malosetti)

- Jan Fabricky (Marc Antoine y Andre Manga)

- Jean Marc Belkady (MI teacher)

- Antti Kotikosky (Vinnie Colaiuta)

- Marcelo Berestovoy (Ricky Martin, Selena, Daniela Romo, Bebu Silvetti, MI teacher, featured at Guitar Player Magazine)

- Robert Incelli (Oscar D'León, Poncho Sánchez, Otmaro Ruíz).

## Discografía
En su carrera hasta el año 2015 ha participado en más de 30 producciones discográficas ya sea como músico de sesión, como solista o como docente. Estos son algunos discos.
DISCOGRAFÍA COMO SOLISTA
- Igor Saavedra - The Flight of the Bumblebee (Independiente - USA 1997)

- Igor Saavedra - Organic Bass 1 (Independiente - Alemania 2015)

DISCOGRAFÍA COMO SESIONISTA
- De Kiruza - Presentes (Alerce - Chile 1991)

- Juan Coderch - Repercusión (Independiente - Chile 1993)

- Al Este - Del Cielo está el Paraíso (Polygram Latino, Polydor - Chile y USA 1995)

- Francisco Cortez - Mentiras por Amor (DA Records - USA 1997)

- Brazza - Mapule (DA Records - USA 1998)

- Juan Coderch - CD Compilado (Independiente - Chile 1999)

- Lorena Taibo - Mitología Privada (Warner Music Argentina 2001)

- Lorena Taibo - Single Huellas en el Mar (Warner Music Argentina 2001)

- Grupo de Percusión Sinfónica de la Universidad Católica - Música Chilena (Independiente - Chile 2002)

- Emilio García - Ultrablues (Petroglyph USA - Chile 2005)

- Ricardo Arancibia - One Day (Independiente - Chile 2005)

- Pedro Cruz - Los Amigos de mi Voz (Independiente - Argentina 2011)

- Mauricio Pareja - Energía Vital (Independiente - Bolivia 2012)

DISCOGRAFÍA COMO DOCENTE
- Jam Session en CD para revista española BAJISTA N°18. (Ares Editorial - España 2006)

- Jam Session en CD para revista española BAJISTA N°19. (Ares Editorial - España 2006)

- Jam Session en CD para revista española BAJISTA N°20. (Ares Editorial - España 2006)

- Jam Session en CD para revista española BAJISTA N°21. (Ares Editorial - España 2006)

- Jam Session en CD para revista española BAJISTA N°22. (Ares Editorial - España 2006)

- Jam Session en CD para revista española BAJISTA N°23. (Ares Editorial - España 2006)

- Jam Session en CD para revista española BAJISTA N°24. (Ares Editorial - España 2006)

- Jam Session en CD para revista española BAJISTA N°25. (Ares Editorial - España 2006)

- Jam Session en CD para revista española BAJISTA N°26. (Ares Editorial - España 2006)

- Jam Session en CD para revista española BAJISTA N°27. (Ares Editorial - España 2007)

- Jam Session en CD para revista española BAJISTA N°28. (Ares Editorial - España 2007)

- Jam Session en CD para revista española BAJISTA N°29. (Ares Editorial - España 2007)

- CD para su libro Rítmica Aplicada al Bajo Eléctrico Vol.1 (JC Sáez Editores - Chile 2008)